# Mansión Wrangel
La mansión Wrangel (en ruso: Дом Врангеля) es un edificio en Rostov del Don, construido en 1885 por el arquitecto Nikolay Doroshenko. En esta casa, Pyotr Nikolayevich Wrangel, uno de los principales líderes del Movimiento Blanco, pasó su infancia y juventud. Tiene el estatus de objeto de patrimonio cultural de importancia regional. El edificio está en malas condiciones y necesita ser reparado.

## Historia
La mansión ubicada en el carril Kazansky (ahora Gazetny) fue construida en 1885 por el arquitecto Nikolai Aleksandrovich Doroshenko. Perteneció inicialmente a diferentes propietarios, pero pronto fue comprada por el barón Nikolai Egorovich Wrangel, quien se mudó aquí con su familia. Nikolai Egorovich fue crítico de arte, escritor y coleccionista de antigüedades. Su esposa Maria Dmitrievna es conocida como una de las mujeres que iniciaron el establecimiento de la primera escuela dominical para femenina en Rostov-on-Don. Su hijo mayor, Pyotr Nikolayevich Wrangel, se convirtió en uno de los líderes del movimiento Blanco durante la Guerra Civil en Rusia.
Tras el final de la Guerra Civil el edificio fue nacionalizado y usado para albergar un jardín de infancia. En la década de 1990, la guardería fue cerrada y desde entonces el edificio permaneció deshabitado. Por decreto del Jefe de Administración del Óblast de Rostov emitido el 9 de octubre de 1998, fue puesta bajo protección estatal como un objeto de patrimonio cultural de importancia regional. En 2006, el edificio fue entregado a la Diócesis de Rostov bajo la condición de llevar a cabo trabajos para restaurarlo. La Diócesis planeó restaurar el edificio y establecer un centro educativo y museo en él. En 2011, se planeó establecer un museo de Alexander Solzhenitsyn con una exposición que se dedicaría a una época, contemporánea a Solzhenitsyn y Wrangel. Sin embargo, no pudo encontrar fondos para la restauración. Solo en 2012, se reemplazó el techo y se instalaron ventanas temporales de doble acristalamiento. En general, durante los últimos seis años, el edificio ha llegado a un estado extremadamente deplorable. En septiembre de 2011, se llevó a cabo una acción pública cerca del edificio para llamar la atención sobre el estado del monumento arquitectónico. En marzo de 2013, la Diócesis de Rostov vendió la propiedad Wrangel por 9 millones de rublos y los invirtió en reparar la Catedral de la Natividad de la Santísima Virgen. El nuevo propietario del edificio pasó a ser "Management of Mechanization", Ltd.
En 2015, el tema de demoler la casa y erigir una copia en el mismo lugar se planteó en una reunión de la administración de la ciudad. La restauración del monumento arquitectónico se estimó en 130 millones de rublos, y la construcción de una copia, solo 20. La idea de demoler el edificio fue fuertemente criticada por el público.

## Arquitectura
La fachada principal del edificio tiene una rica decoración. La entrada principal está acentuada por un pórtico dórico de dos columnas, rematado con un ático rectangular. En el interior, la antigua moldura de estuco se ha conservado parcialmente.